# Estret de Hudson

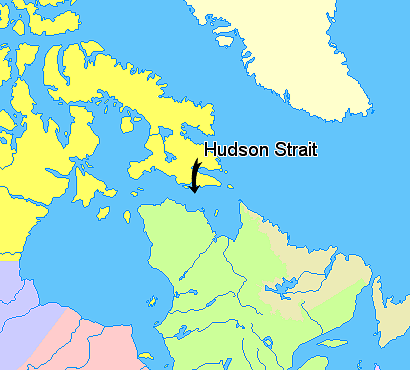
Estret de Hudson, Nunavut, Canada.
Nunavut
Groenlàndia
Quebec
Terranova i Labrador
Manitoba
Ontario

L'estret de Hudson uneix l'oceà Atlàntic amb la badia de Hudson al Canadà. Aquest estret es troba entre l'illa de Baffin
 i la costa septentrional del Quebec, sent el seu límit oriental el que marca l'illa Resolution i el Cap Chidley. L'estret fa uns 720 km de llarg, amb una amplada que varia entre els 240 km, en el seu punt més ample, i els 64 km, en el seu punt més estret.

## Geografia

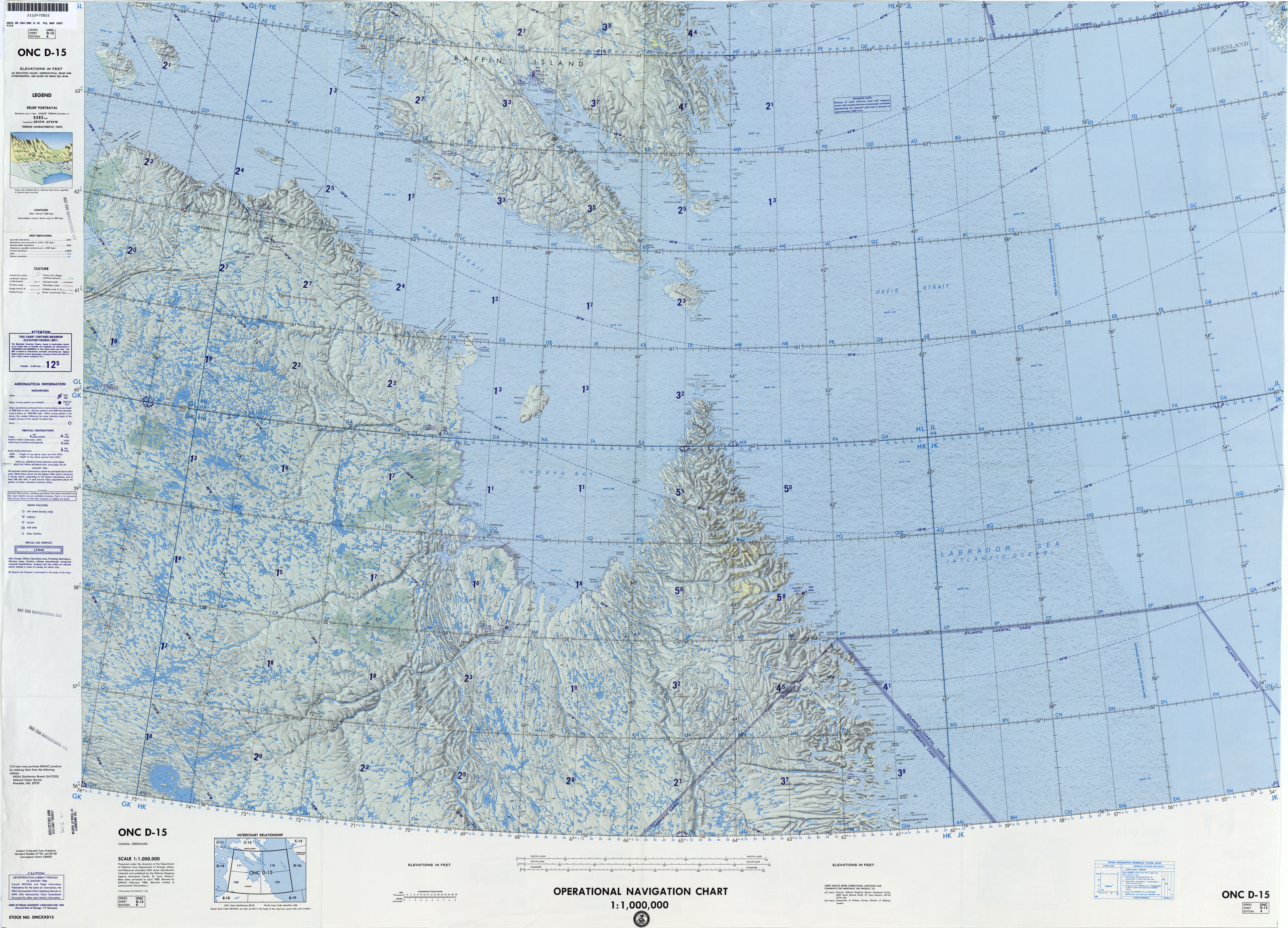
Carta de navegació, 1984

L'estret de Hudson connecta, a l'est, l'estret de Davis (oceà Atlàntic) amb dues grans masses d'aigua situades al seu extrem occidental: al sud-oest la gran badia de Hudson, i al nord-oest la Conca de Foxe, a través del canal de Foxe. Separa la península de Foxe, a la costa meridional de l'illa de Baffin, de la península d'Ungava, a la costa septentrional de la província del Quebec. A l'entrada oriental hi ha el cap Chidley i l'illa Resolution (1.015 km²) i a l'occidental, tres grans illes, illa Nottingham (1.372 km²), illa Salisbury (804 km²) i illa Mill (181 km²). A l'estret hi ha d'altres grans illes: illa Charles (235 km²), pròxima a la costa meridional, illa Big (756 km²), propera a la ribera septentrional i illa Akpatok, al sud-est, al centre de la boca de la gran badia d'Ungava.

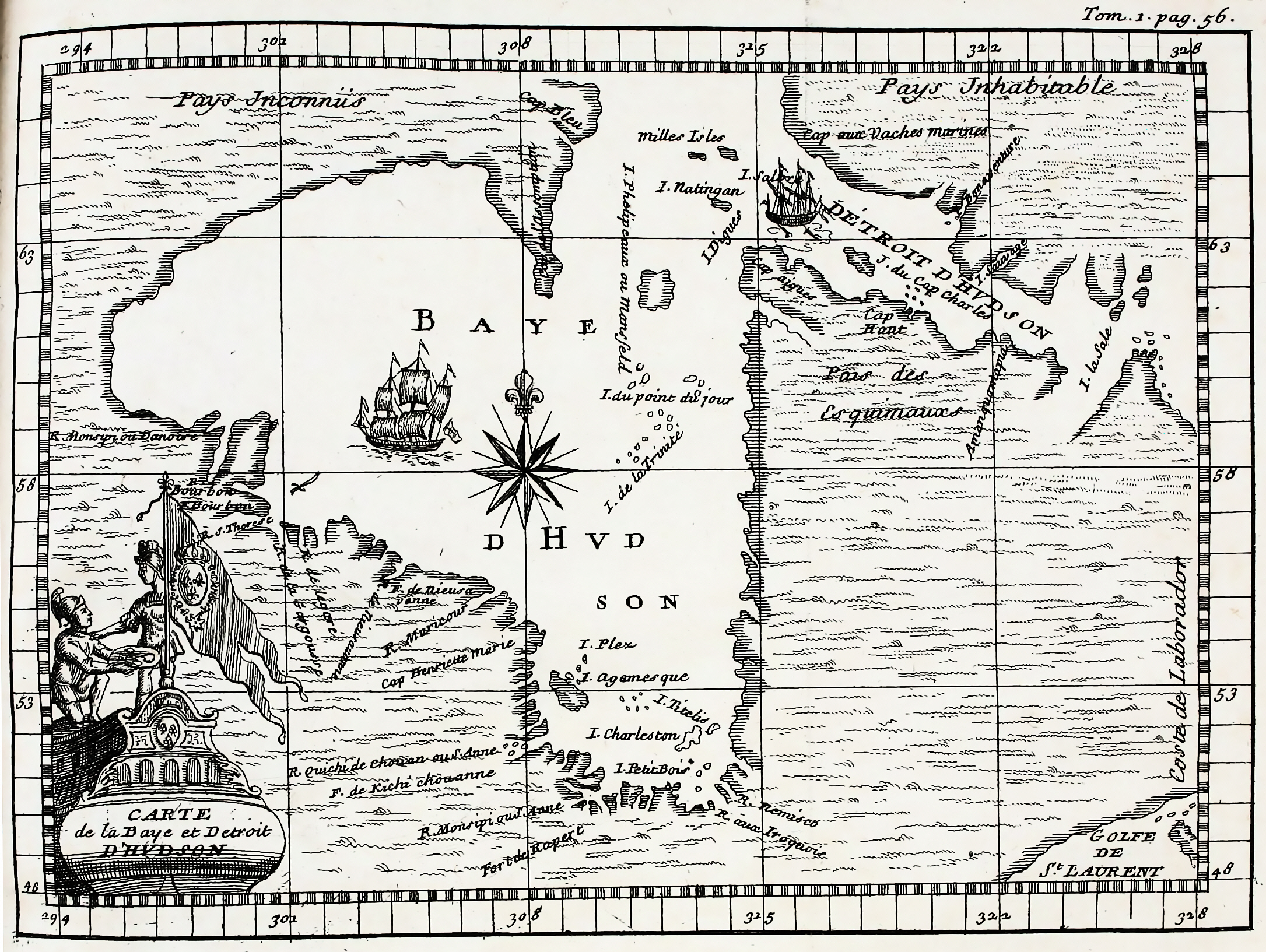
Mapa de Bacqueville, publicat el 1722, que mostra l'estret de Hudson

La direcció general de l'estret és de nord-oest a sud-est. L'Organització Hidrogràfica Internacional (OHI) defineix els límits de l'estret de Hudson de la següent manera: a l'oest - una línia des del cap Nuvuk fins al cap Leyson, des d'allí per la costa oriental de l'illa de Southampton fins al cap Seahorse, des d'aquí una línia fins al cap Lloyd (64°). 25'N 78° 07' O) Illa de Baffin; al nord: la costa sud de l'illa de Baffin entre el cap Lloyd i la roca de l'East Bluff; a l'est - una línia des d'East Bluff (extrem sud de l'illa de Baffin - 61°53'N 65°57'W) fins al cap Meridian, des d'allí una línia que travessa l'extrem occidental de l'illa Resolution a través de la seva costa sud-oest fins al cap Hutton, des d'allà línia fins a Chidley Point, Labrador (60°24'N 64°26'W); al sud - la costa entre els caps Chidley i Nuvuk . Els estrets de Gabriel i Annapolis al nord de l'illa Resolution connecten l'estret de Hudson a l'est amb la badia de Frobisher, que sobresurt a la costa sud-est de l'illa de Baffin. A la part sud-est de l'estret, entre els caps Chidley i Hopes Advance, la gran badia d'Ungava s'endinsa al continent.
Fa uns 800 km (The Great Russian Encyclopedia informa 806 km). Les estimacions de l'amplada de l'estret varien: 65–240 km a l'Encyclopædia Britannica, 115–407 km a la Great Russian Encyclopedia. El llibre de referència dels mars interiors del Canadà situa l'amplada mitjana de la badia en 150 km, i la seva part més estreta -a l'entrada est- a 70 km. L'àrea total de l'estret de Hudson juntament amb la badia d'Ungava és de 188.000 km². A la major part de l'estret a l'oest de Cape Hopes Advance, les profunditats oscil·len entre 300 i 400 m, a l'àrea més gran de la badia d'Ungava no supera els 150 m, però, al nord de la badia d'Ungava, prop de l'entrada oriental de l'estret, augmenten, apropant-se a un quilòmetre. L'Encyclopædia Britannica informa d'una profunditat màxima de 942 m, i la Gran Enciclopèdia Russa, de 988 m.
Hi ha tres corrents principals a l'estret: al nord-oest al llarg de la costa de l'illa de Baffin, al sud-est al llarg de la costa del Quebec (des de la badia de Hudson i la badia de Fox cap al mar de Labrador, on flueix al cap Chidley) i al sud a través de l'estret a l'est. (continuació del corrent meridional que passa per la costa oriental de l'illa de Baffin).
Durant els mesos sense gel, la salinitat de les capes superficials d'aigua prop de la riba sud de l'estret oscil·la entre 29 ‰ i 32 ‰ (a temperatures de 0 °C a 5 °C); durant la fusió del gel, la salinitat pot disminuir significativament. Al llarg de la costa nord, la salinitat oscil·la entre el 32‰ i el 33‰ amb temperatures que oscil·len entre els 0 °C i els 2 °C. La salinitat augmenta lleugerament amb la profunditat, però la temperatura es comporta de manera diferent a les parts occidental i oriental de l'estret. Si a l'oest les capes es troben a una profunditat de més de 200 m consisteixen en aigües polars, després a l'est a profunditats de 200 a 400 m hi ha una capa d'aigua atlàntica, més càlida que a la superfície.
A l'entrada occidental de la badia hi ha les illes de Mill, Salisbury i Nottingham, i a l'entrada oriental hi ha les illes de Resolution i Edgell. Hi ha diverses illes al mateix estret. A partir del 2012, totes les illes de l'estret de Hudson estan deshabitades.

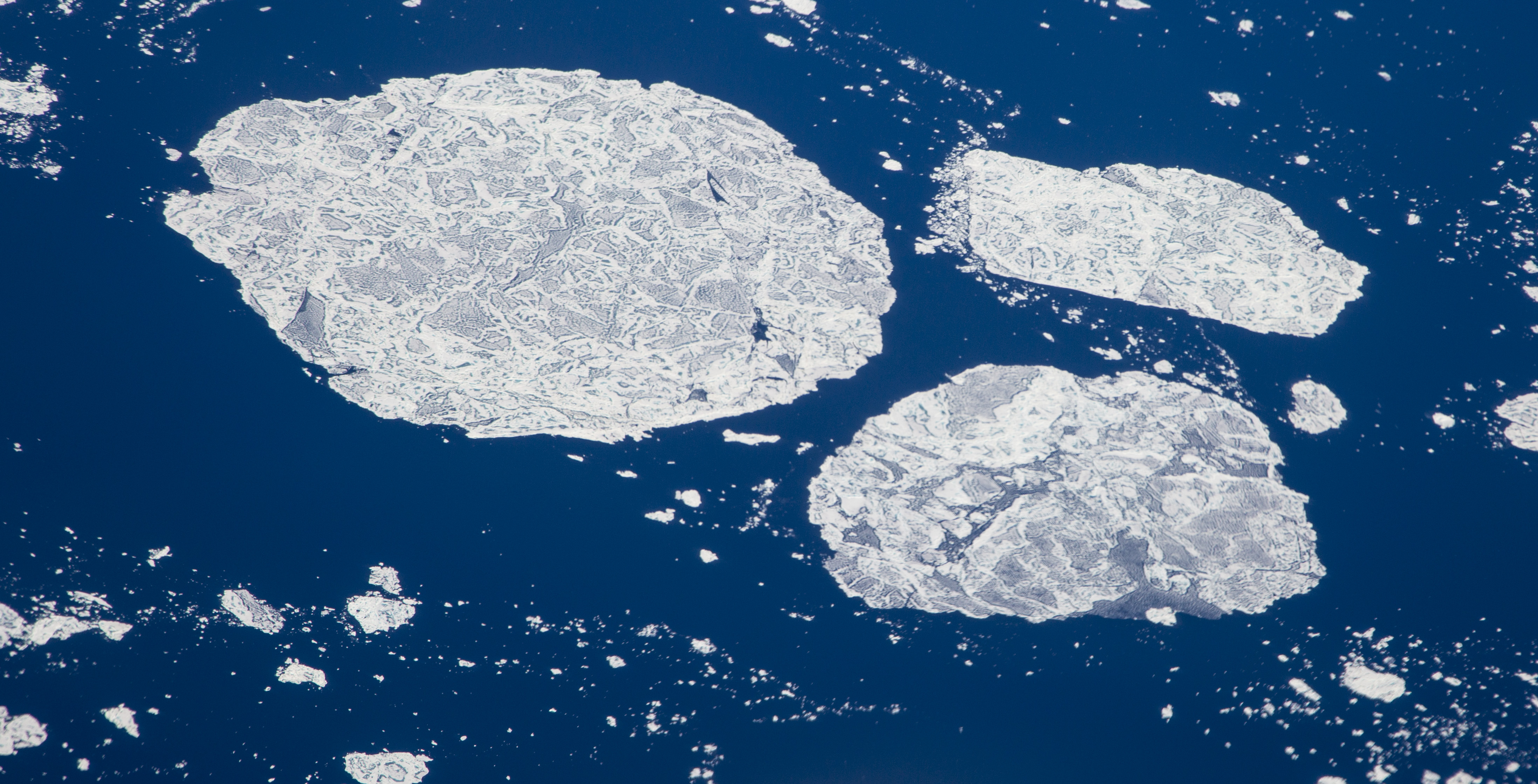
Gel a la deriva a l'estret d'Hudson, juny de 2014

El gel marí comença a entrar a la badia de Hudson a l'octubre - principis de novembre des de l'oest des de Fox Sound. El gel ràpid, que es forma al llarg de la costa de la badia d'Ungava i la costa sud de l'illa de Baffin, arriba a una amplada d'uns quants quilòmetres i un gruix de 110–160 cm a mitjans de maig. La resta de l'estret està cobert de gel a la deriva durant 8 mesos a l'any, però mai es congela completament, i l'aigua oberta contribueix a augmentar la temperatura de l'aire, la humitat i més precipitacions. L'Enciclopèdia canadenca parla de l'illa Resolution, on la boira es produeix de mitjana cada dos dies, com un dels llocs més boirosos del món. Els estudis climatològics mostren que la temporada de gel a l'estret de Hudson s'ha anat escurçant en les últimes dècades. Durant el període de mesura de 1979 a 2013, la durada del període de navegació va augmentar una mitjana de 6 dies per deu anys .
Els icebergs trobats a l'estret d'Hudson es desprenen principalment de la capa de gel a l'oest de Groenlàndia i entren a l'estret a través de la badia de Baffin, prop de l'illa Resolution. Després d'això, van a la deriva en direcció nord-oest al llarg de la costa de l'illa de Baffin. A continuació, la majoria d'ells creuen l'estret cap a la costa del Quebec abans d'arribar a l'Illa Big i la deixen amb corrents marins més enllà del cap Chidley, però uns quants continuen el seu camí cap al nord-oest fins a l'illa de Nottingham.

### Clima
El clima de la zona de l'estret està determinat principalment per les masses d'aire que es formen sobre les illes de l'Arxipèlag Àrtic Canadenc al nord d'aquest. A l'hivern, el clima és més sec i es pot caracteritzar com a continental àrtic; A la primavera i l'estiu, dominen masses d'aire més càlides i humides; l'aire sec és parcialment desplaçat pels corrents d'aire del mar de Labrador i la badia de Hudson al sud. La pressió atmosfèrica que experimenta un potent cicló persistent a la part oriental de l'estret de Davis sol ser baixa, sobretot a l'hivern. Els vents predominants són del nord i del nord-oest. Les temperatures mitjanes anuals oscil·len entre -6 °C a l'illa Resolution i -9 °C a l'illa Nottingham, amb temperatures mensuals mitjanes que només pugen per sobre de la congelació de juny a setembre. La diferència entre les temperatures d'hivern i d'estiu a la zona de Resolution Island és de 22, a la zona de Nottingham Island - 30 graus.

## Història

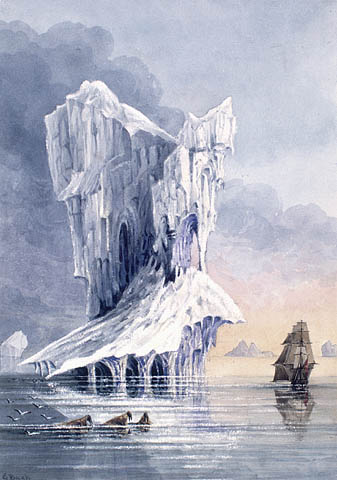
El vaixell Terror al costat d'un iceberg a l'estret de Hudson, 1836

Se suposa que l'estret de Hudson ja era conegut pels mariners escandinaus També és possible que Sebastià Cabot passés per la seva entrada l'any 1509.
L'estret va ser parcialment explorat el 1578 pel navegant anglès Sir Martin Frobisher mentre buscava el pas del nord-oest. En les seves expedicions anteriors, va descobrir una badia, que després va rebre el seu nom, que va considerar l'inici d'un pas marítim cap a la Xina, i el 1578 va confondre inicialment el nou estret amb les mateixes aigües. Adonant-se del seu error, va anomenar el nou canal Estret Error. (anglès: Mistaken Strait)
John Davies va passar a l'entrada oriental de l'estret el 1587, anomenant el trencament de la marea anglès: Furious Overfall.Durant molt de temps va ser considerat l'accés principal a l'anhelat pas del Nord-oest i posteriorment es va convertir en la ruta principal pels vaixells de la Companyia de la Badia de Hudson.
El primer europeu a explorar l'estret va ser George Weymouth, que el 1602, segons el seu mateix compte, va viatjar 300 milles nàutiques cap a l'estret més enllà de la "Furious Drop" .
Va ser travessat totalment per primera vegada el 1610, pel també explorador anglès Henry Hudson, a bord del vaixell britànic Discovery. Thomas Button va seguir el 1612, i una expedició cartogràfica més detallada dirigida per Robert Bylot i William Baffin va explorar la costa nord de l'estret el 1615, seguint-la fins a Fox Sound. El 1619, el navegant danès Jens Munch va passar per l'estret, donant-li el nom de Fretum-Christian.

## Importància econòmica
Des del 1670, durant tres segles, l'estret d'Hudson ha estat la principal ruta marítima dels vaixells de la Companyia de la Badia de Hudson, que realitzava el comerç de pells.
Al segle xxi, l'estret d'Hudson connecta els ports marítims del nord de Manitoba i Ontario amb l'oceà Atlàntic. La navegació per l'estret només és possible a finals d'estiu i principis de tardor, però els trencagels fan possible el pas durant tot l'any.